# Képviselő-testület
A képviselő-testület a magyarországi helyi önkormányzatok legfőbb döntéshozó testülete, amelynek tagjai az önkormányzati választáson megválasztott önkormányzati képviselők, közöttük a közvetlenül választott polgármester.
A képviselő-testület létszámát a település nagyságától függően az önkormányzati képviselők és polgármesterek választásáról szóló törvény szabja meg, működésének szabályait, jogi kereteit pedig a Magyarország helyi önkormányzatairól szóló 2011. évi CLXXXIX. törvény.
Az önkormányzati feladatok ellátását a képviselő-testület és szervei biztosítják. 
A képviselő-testület szervei: a polgármester, a főpolgármester, a megyei közgyűlés elnöke, a képviselő-testület bizottságai, a részönkormányzat testülete, a polgármesteri hivatal, a megyei önkormányzati hivatal, a közös önkormányzati hivatal, a jegyző, továbbá a társulás.
A képviselő-testületet a polgármester, a megyei közgyűlés elnöke, a főpolgármester képviseli.
A képviselő-testület az alakuló vagy az azt követő ülésen e törvény szabályai szerint megalkotja vagy felülvizsgálja szervezeti és működési szabályzatáról szóló rendeletét.
A képviselő-testület szükség szerint, a szervezeti és működési szabályzatban meghatározott számú, de évente legalább hat ülést tart, amely alap esetben nyilvános.
A képviselő-testület a döntéseit (határozat, rendelet) nyílt szavazással hozza.
A képviselő-testület hatásköréből nem ruházható át:
1. a rendeletalkotás;
2. szervezetének kialakítása és működésének meghatározása, a törvény által hatáskörébe utalt választás, kinevezés, vezetői megbízás;
3. a helyi népszavazás elrendelése, kitüntetések és elismerő címek alapítása;
4. a gazdasági program, a hitelfelvétel, a kötvénykibocsátás, a kölcsönfelvétel vagy más adósságot keletkeztető kötelezettségvállalás, alapítványi forrás átvétele és átadása;
5. önkormányzati társulás létrehozása, megszüntetése, abból történő kiválás, a társulási megállapodás módosítása, társuláshoz, érdekképviseleti szervezethez való csatlakozás, abból történő kiválás;
6. megállapodás külföldi önkormányzattal való együttműködésről, nemzetközi önkormányzati szervezethez való csatlakozás, abból történő kiválás;
7. intézmény alapítása, átszervezése, megszüntetése;
8. közterület elnevezése, köztéri szobor, műalkotás állítása;
9. eljárás kezdeményezése az Alkotmánybíróságnál;
10. a bíróságok ülnökeinek megválasztása;
11. állásfoglalás intézmény átszervezéséről, megszüntetéséről, ellátási, szolgáltatási körzeteiről, ha a szolgáltatás a települést is érinti;
12. a települési képviselő, polgármester méltatlansági és a vagyonnyilatkozati eljárással kapcsolatos, továbbá összeférhetetlenségi ügyében való döntés;
13. az önkormányzati képviselői megbízatás megszűnéséről való döntés, ha a képviselő egy éven át nem vesz részt a képviselő-testület ülésén;
14. a településfejlesztési eszközök és a településszerkezeti terv jóváhagyása;
15. területszervezési kezdeményezés;
16. a helyi önkormányzati vagyon tulajdonjogának a 108. § szerinti ingyenes átruházására vagy nemzeti vagyon tulajdonjogának ingyenes átvételére vonatkozó döntés;
17. amit törvény a képviselő-testület át nem ruházható hatáskörébe utal.